# HYS The Hague
Hijs Hokij Den Haag ( v originálním jazyce Haagsche Ijshockey Stichting) je profesionální nizozemský hokejový klub z Haagu. Byl založen 16. dubna 1933. Domácí zápasy klubu se hrají v De Uithof s kapacitou 2610 diváků. Nyní hrají v BeNe League ledního hokeje.

## Historie
Dne 16. dubna 1933 se v Haagu koná valná hromada členů s cílem založit klub ledního hokeje a pozemního hokeje. V roce 1934 zakládají (spolu s Tilburgem a Amsterdamem) nizozemské mistrovství s názvem Nederlandse IJshockey Bond. V roce 1936 byla založena Blue Six, jedná se o kombinaci Amsterdamu a Haagu a podílí se na Coupe Interville, následující rok se hraje North West European Cup (Lippens Cup). V roce 1937 bylo otevřeno první kryté kluziště v Nizozemsku Houtrusthallen areál, který je odedávna domovem hokejistů z Haagu. V sezóně 1937/38 Haag poprvé vyhrál nizozemský šampionát. V sezóně 1938/39 titul obhájil a vyhrál Západoevropský pohár. V sezóně 1945/46 vyhrává klub 1. ročník Eredivisie. 15. října 1947 se klub spojil s Pinguins (druhý klub z Haagu, a mistr z 2. divize), a v sezóně 1947/48 obsazuje A tým první a B tým třetí místo v lize. V prosinci 1953 se klub účastní v Davosu Spengler Cupu .Od sezóny 1964/65 se znovu obnovuje 5. ročníkem už každoroční Eredivisie, a klub vyhrává 5 titulů v řadě (1965 - 1969). Po dlouhém spíše neúspěšném období získal klub titul až v roce 2009, a další přidal v letech 2011 a 2013. V sezónách 2009/10, 2011/12 a 2013/14 hraje klub Kontinentální pohár s bilancí 7 výher z 12 zápasů. Od založení BeNe League v roce 2015 hraje klub pravidelně tuto soutěž, kterou vyhrál v roce 2018.

## Úspěchy
- Mistr Nizozemské ligy - 10× (1945/46, 1947/48, 1964/65, 1965/66, 1966/67, 1967/68, 1968/69, 2008/09, 2010/11, 2012/2013)
- Nizozemský národní šampion (před Eredivisie nebo když se Eredivisie nehrála) - 5× (1938, 1939, 1953, 1954, 1955)
- BeNe League - 1× (2018)
- Nizozemský pohár - 5× (1938, 2012, 2018, 2022, 2023)
- Ron Berteling Shield - 4x (2009, 2012, 2013, 2019)
- Eerste Divisie - 5× (1993, 1995, 1997, 2004, 2015)
- Západoevropský pohár - 6× (1938, 1949, 1950, 1951, 1952, 1963)
- Barbanson Cup - 1× (1949)
- Westfalen Cup - 1× (1963)
- HTG Cup - 2× (1992, 1998)

## Vývoj názvů týmu
- 1933 - HHIJ.C Den Haag
- 1964 - HIJS Hoky Den Haag
- 1991 - Groenwegen Meubelen Den Haag
- 1993 - HIJS Den Haag
- 1995 - HIJS Hoky Wolves Den Haag
- 1999 - Knijnenburg Wolves Den Haag
- 2001 - HIJS Hokij Wolves Den Haag
- 2002 - Kalisvaart Wolves Den Haag
- 2004 - Škoda Duindam Wolves Den Haag
- 2006 - Hijs Den Haag
- 2008 - HYS The Hague
- 2014 - HIJS HOKIJ Den Haag
- 2018 - CAIROX Hijs Hokij Den Haag
- 2021 - UltimAir Hijs Hokij Den Haag

## Významní hráči
Jan-Jaap Natte, Alan van Bentem, Matt Korthuis, Tony Demelinne, Chris Poetiray, Andri Salomonson(Niz), Carl Forster, Phil McKenzie, TJ Caig (Kan) a Phil Aucoin (USA)

## Čeští hráči
Stanislav Nepomucký (1958/59), Ivan Kocanda (1980/81), Petr Ježek (1998/99). Jan Boháč (2007-2011), Robert Horák (2007-2009), Bohuslav Šubr (2007/08), Dušan Halloun (2007/08), Jan Šafář (2010/11), Filip Martinec (2016/17)